# دوكسامين والبيريدوكسين
بيريدوكسين ودوكسيلامين أمين (بالإنجليزية: Pyridoxine/doxylamine)‏، الذي يباع تحت الاسم التجاري Diclectin، هو مزيج من بيريدوكسين هيدروكلوريد وهو شكل من أشكال فيتامين ب 6 وسكسينات الدوكسيل أمين. هو دواء تركيبي يستخدم بشكل عام للغثيان والقيء أثناء الحمل (غثيان الصباح).

## الاستخدامات الطبية
مزيج البيريدوكسين، الذي يشار إليه كثيراً باسم فيتامين ب 6 ودوكسيلامين فعال في لعلاج الغثيان والقيء أثناء الحمل.ومع ذلك، وجدت مراجعة 2018 أن الفائدة كانت صغيرة.
الدوكسيلامين والبيريدوكسين من الأدوية المتوافقة مع الحمل،  بما يتفق مع تقييم سلامة إدارة الغذاء والدواء للمنتج المركب. تم تصنيفها من قبل إدارة الأغذية والعقاقير (FDA) كدواء من الفئة A (لا يوجد دليل على وجود خطر على الجنين). لم يعد يتم استخدام نظام تصنيف الحروف هذا لخطر الحمل، ويتم التخلص منه حاليًا بواسطة FDA. 

### موقف المنظمات الطبية
تنص الكلية الأمريكية لأطباء الأمراض النسائية والتوليد (ACOG) على أن التوصية «بتناول فيتامين ب 6 زائد الدوكسيلامين آمنة وفعالة ويجب اعتبارها علاجًا أوليًا» تستند إلى أدلة علمية متسقة. تم تقييم هذه التوصية من قِبل وكالة الصحة والخدمات الإنسانية التابعة لوزارة الصحة والخدمات الإنسانية بالولايات المتحدة، والتي تتفق على أن فائدة تنفيذ التوصيات الإرشادية ستكون تخفيفًا من الغثيان والقيء أثناء الحمل. نشرت جمعية أطباء التوليد وأمراض النساء في كندا (SOGC) إرشادات الممارسة السريرية بشأن الغثيان والقيء أثناء الحمل والتي تنص على أن «مزيج الدوكسيلامين / بيريريدوكسين يجب أن يكون معيار الرعاية، لأنه يحتوي على أعظم دليل لدعم فعاليتها وسلامتها».
يوصي برنامج Motherisk ، في مستشفى الأطفال المرضى في تورنتو، بمزيج من الدوكسيلامين والبيريدوكسين كعلاج من الدرجة الأولى للغثيان والقيء أثناء الحمل.

## التأثيرات الضائرة
البيريدوكسين هو فيتامين قابل للذوبان في الماء ومن المعترف به عمومًا أنه ليس له أي آثار ضارة.
رد الفعل الضار الأكثر شيوعًا للإبلاغ عن الدوكسيلامين هي النعاس.  قد تشمل التفاعلات الدوائية الضارة الأخرى المرتبطة بسكسينات الدوكسيل أمين: الدوار، العصبية، صداع، إسهال، ارتباك، تهيج، تشنجات، احتباس بولي أو أرق. 
لا ينصح بتناول دوكسيل أمين مع أدوية أخرى من نفس الفئة، أو الأدوية التي تعمل على الجهاز العصبي المركزي (CNS) أو مع الكحول لأن هذا قد يزيد من خطر الآثار الجانبية.  لتقليل خطر حدوث تأثيرات ضارة معينة، لا ينبغي استخدام الدوكسيل أمين عند تناول أي دواء يصنف على أنه مثبط لأكسيداز أحادي الأمين (MAOI)، ويجب استخدامه بحذر، على كل حال، عندما تكون هناك حالات طبية معينة حاضر. 
يجب ألا ترضع النساء رضاعة طبيعية أثناء استخدام المنتجات التي تحتوي على الدوكسيل أمين لأن ذلك قد يؤدي إلى آثار ضارة على الرضيع الذي يرضع من الثدي. 

## السلامة في الحمل
نظرًا للأدلة العلمية المستفيضة التي تثبت أنه لا يوجد فرق في خطر حدوث عيوب خلقية أو غيرها من نتائج الحمل الضارة بين الرضع الذين تتناول أمهاتهم البيروكسين/الدوكسيل أمين أثناء الحمل وأولئك الرضع الذين لا تتناول أمهاتهم هذه التركيبة الدوائي، يعتبر الدواء متوافقًا مع الحمل  (أو أدوية من الفئة أ مع نظام تصنيف عوامل خطر الحمل السابق).
منذ منتصف الخمسينيات من القرن العشرين، استخدمت أكثر من 33 مليون امرأة عقار البيريدوكسين/الدوكسيل أمين أثناء الحمل، وأُجري تحليل علمي لأكثر من 200000 حالة حمل مكشوفة لتحديد ما إذا كان الجمع بين البيريدوكسين والدوكسيل أمين ضار على الطفل الذي لم يولد بعد. لم تجد أي دراسات وبائية أي تأثير ضار. 
في عام 1989، أعدت لجنة من الخبراء الكنديين والأمريكيين تقريرا عن سلامة تركيبة عقار لاستخدامه في إدارة الـ NVP من أجل اللجنة الاستشارية الخاصة لعلم وظائف الأعضاء التناسلية إلى فرع الحماية الصحية بوزارة الصحة الكندية (يسمى حاليًا فرع المنتجات الصحية والغذائية). خلص هؤلاء الخبراء العلميون إلى أن «الدراسات العديدة التي أجريت على الحيوانات والبشر والتي تم الإبلاغ عنها في الأدبيات العلمية والطبية تثبت أن البنديكتين ليس ضارًا. تم إثبات سلامة البيروكسين/الدوكسيلامين في علاج الغثيان والقيء أثناء الحمل من خلال استخدامه عند الآلاف من النساء الحوامل». 
أجريت دراسة لتحديد ما إذا كان الدواء المركب من البيريدوكسين ودوكسيل أمين له تأثير على النمو العصبي للأطفال. لاحظت نتائج هذه الدراسة لا يوجد فرق في درجات حاصل الذكاء بين الأطفال الذين تعرضوا للبيريدوكسين/الدوكسيل أمين في الرحم والأطفال الذين لم يتعرضوا.